# Gymnosoma brevicorne
Gymnosoma brevicorne är en tvåvingeart som beskrevs av Villeneuve 1929. Gymnosoma brevicorne ingår i släktet Gymnosoma och familjen parasitflugor.
Artens utbredningsområde är Taiwan. Inga underarter finns listade i Catalogue of Life.